# Kwintus Cecyliusz Metellus Pius

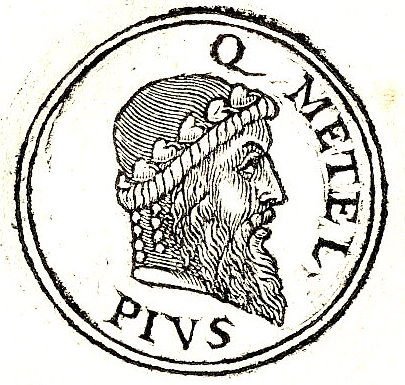
Wizerunek Kwintusa Cecyliusza Metellusa Piusa

Quintus Caecilus Metellus Pius – członek wpływowego plebejskiego rodu rzymskiego Cecyliuszy, syn Kwintusa Cecyliusza Metellusa Numidyjskiego, konsula w 109 p.n.e. Zyskał przydomek (agnomen): Pius w uznaniu dla uczuć okazywanych ojcu, gdy usilnie zabiegał o odwołanie go z wygnania, na które ten został skazany w 100 p.n.e. W młodości jako 20-latek towarzyszył ojcu na wojnie w Numidii z Jugurtą. Pretor 89 p.n.e.; jeden z dowódców w wojnie ze sprzymierzeńcami. Pokonał i zabił w bitwie Kwintusa Pompediusza, przywódcę Marsów w 88 p.n.e. W 87 p.n.e. w dalszym ciągu był w armii prowadząc walki przeciwko Samnitom. Doszło wówczas przejęcia władzy przez stronnictwo popularów pod wodzą Mariusza i Cynny. Wezwany został przez senat do Rzymu, gdzie ciesząc się większym zaufaniem żołnierzy niż ówczesny konsul Oktawiusz był wzywany do przejęcia naczelnego dowództwa. Odrzucenie tego żądania spowodowało przejście części wojska na stronę wrogów i Metellus nie widząc szans oparcia się siłom Mariusza i Cynny opuścił miasto i popłynął do Afryki. Zebrał tam znaczne siły i przyłączył się do niego Krassus, który przypłynął z Hiszpanii ale wkrótce obaj wodzowie poróżnili się. W 84 p.n.e.Metellus został pobity przez Gajusza Fabiusza, jednego z dowódców stronnictwa Mariusza. W 83 p.n.e. na wieść o powrocie Sulli z Azji, przyłączył się do niego w Brundyzjum jako jeden z pierwszych nobilów i został jednym z najważniejszych dowódców w wojnie domowej Sulli z popularami. W 82 pokonał ostatecznie wojska Karbona i Norbanusa w Galii Cisalpińskiej. W 80 p.n.e. sprawował konsulat razem z Sullą. W następnym roku udał się do Hiszpanii Ulterior by w charakterze prokonsula zarządzać prowincją i pokonać armię Sertoriusza, stronnika popularów. Pozostał tam przez 8 lat nie mogąc pokonać Sertoriusza. Wysłana została przez Rzymian druga armia pod wodzą młodego Pompejusza. Sertoriusz opierał się jednak nadal i dopiero jego podstępne zamordowanie przez Marka Perpernę w 72 p.n.e. pozwoliło zakończyć wojnę. Po powrocie do Rzymu Metellus odbył triumf za zwycięstwa w Hiszpanii. W 81 p.n.e. został z nadania Sulli pontfexem maximusem i sprawował ten urząd do śmierci w 63 p.n.e. Na jego następcę został wybrany Cezar.
Polityczne podążał w ślady ojca, tak jak on był stałym i niezawodnym stronnikiem optymatów. Uważany przez współczesnych za jednego z najlepszych strategów militarnych.
Adoptował w testamencie syna Publiusza Korneliusza Scypiona Nazyki, który od tego momentu został Kwintusem Cecyliuszem Metellusem Kornelianem Scypionem Nazyką.